# さいたま市立西原小学校
さいたま市立西原小学校（さいたましりつ にしはらしょうがっこう）は、埼玉県さいたま市岩槻区西原にある公立小学校。